# Andreas Kunz (Handballspieler)

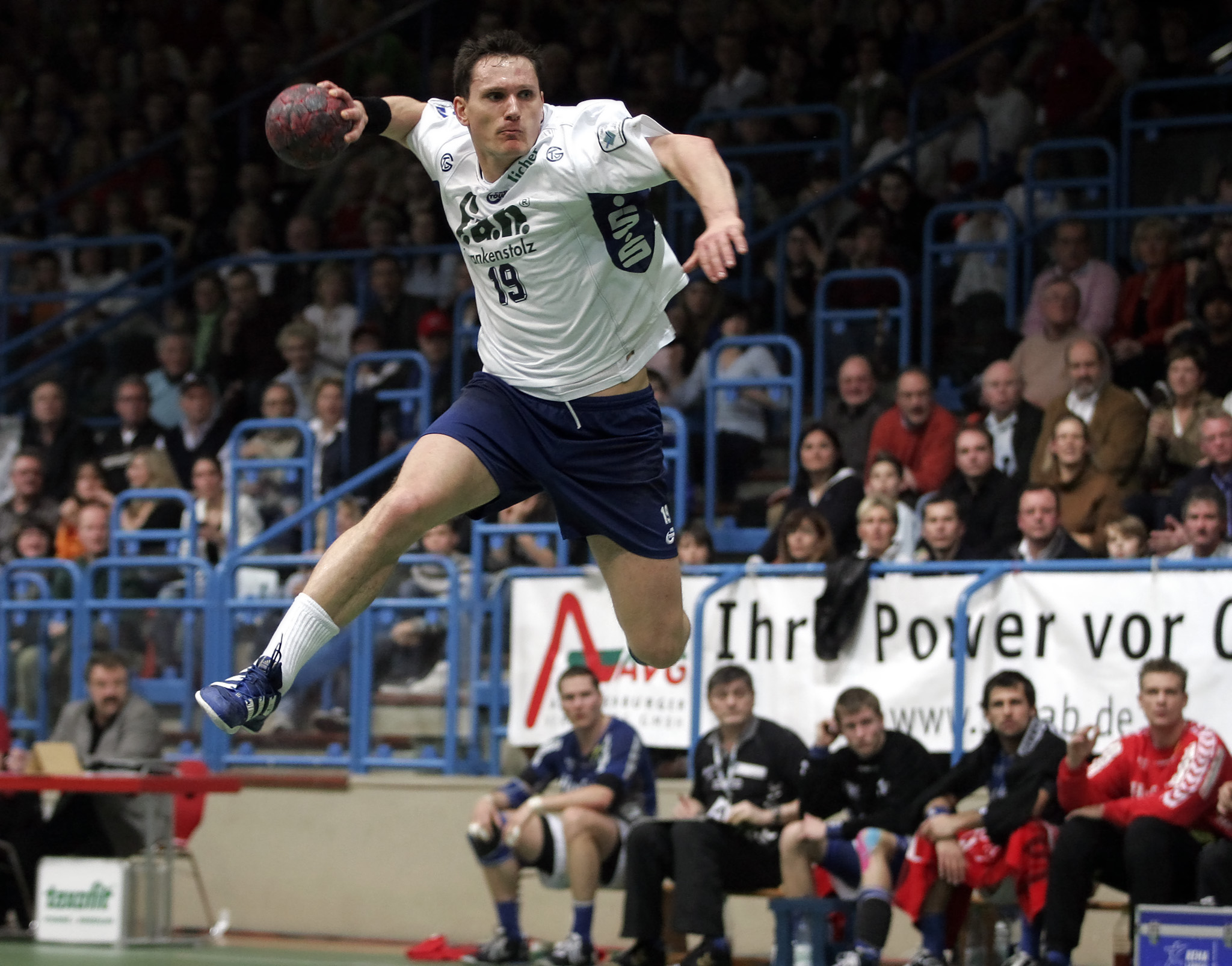
Andreas Kunz am 24. März 2007 beim Tempogegenstoß im Spiel gegen den TBV Lemgo

Andreas Kunz (* 20. Juli 1982 in Miltenberg) ist ein deutscher Handballtrainer und ehemaliger -spieler.
Der 1,84 m große und 90 kg schwere linke Außenspieler stammt aus der Jugend des TV Kirchzell. In der Saison 2002/03 spielte er für die SG Willstätt/Schutterwald. Anschließend lief er bis zum Sommer 2011 beim TV Großwallstadt in der Handball-Bundesliga auf. Im EHF-Pokal 2010/11 erreichte er das Finale, unterlag dort aber in beiden Spielen Frisch Auf Göppingen. In der Bundesliga warf er 1.004 Tore in 302 Spielen. Ab der Saison 2011/2012 spielte er wieder beim TV Kirchzell in der 3. Liga Süd, wo er zudem in seiner letzten aktiven Saison Spielertrainer war. Er hatte das Traineramt von Gottfried Kunz übernommen. Nach dem Ende seiner aktiven Karriere trainierte er den TV bis 2020. Nach einer kurzen Pause beteiligte er sich wieder am Coaching des Drittligisten.
Andreas Kunz bestritt 30 Junioren-Länderspiele für Deutschland. Für die deutsche A-Nationalmannschaft bestritt er am 24. April 2007 gegen die Schweiz sein einziges Länderspiel, in dem er zwei Tore warf.

## Erfolge
- Deutscher B-Jugend-Meister 1999
- Aufstieg in die 2. Bundesliga mit dem TV Kirchzell 2000
- Finale im EHF-Pokal 2010/11